# Interkozmosz–12
Az Interkozmosz–12 (IK-12) szovjet tudományos geofizikai  műhold, a szocialista országok közös Interkozmosz űrprogramjának egysége.

## Jellemzői
1974. október 31-én a Pleszeck űrrepülőtérről egy Interkozmosz hordozórakéta a Koszmosz-3M (11K65M) – 95. eredményes felbocsátás – segítségével indították Föld körüli, közeli körpályára. Az orbitális egység pályája 94.1 perces, 74 fokos hajlásszögű, elliptikus pálya-perigeuma 243 kilométer, apogeuma 707 kilométer volt. Energiaellátását akkumulátorok és napelemek összehangolt egysége biztosította. Feladata, felépítése, tudományos programja megegyezett az Interkozmosz–3, Interkozmosz–5,  Interkozmosz–9, Interkozmosz–10 műholdakéval. Hasznos tömege 400 kilogramm. Aktív szolgálati idejét 1975.  július 11-én, 253 nap után fejezte be, a Föld légkörébe érve elégett.
A műhold a Föld környezetét és a légkört kutatta. Az elektromágneses hullámok jelenlétét, hatását vizsgálta a földi légkörben.  Vizsgálta a Nap hatását a Föld sarki ionoszférájában, valamint a magnetoszférában. Megfigyelésnek vetették alá a sarki fény kialakulását, intenzitását, hatását a sarki légkörre.
A Központi Fizikai Kutatóintézet (KFKI) Atomenergia Kutatóintézet neutronforrásra alapozott aktivációs analitikai módszerrel működő (kombinált mikro-meteorit-detektor) műszerével becsapódásokat vizsgáltak. A K-1-3 és K-1-4 mikrometeorit-detektorok az első magyar űrbe juttatott elektronikai eszközök. A román űrkutatók felsőlégkör-kutató műszert, egy izotópösszetételt vizsgáló berendezést készítettek.

## Külső hivatkozások
- Interkozmosz–12. hso.hu. (Hozzáférés: 2012. február 10.)
- Interkozmosz–12. skyrocket.de. (Hozzáférés: 2012. február 16.)
- Interkozmosz–12. lib.cas.cz. (Hozzáférés: 2012. február 16.)

| Elődje: Interkozmosz–11 | Interkozmosz sorozat 1969–1994 | Utódja: Interkozmosz–13 |